# Llista de topònims de l'Ampolla
Llista de topònims (noms propis de lloc) del municipi de l'Ampolla, al Baix Ebre
Informació actualitzada per un bot. Els canvis manuals es perdran quan s'actualitzi!

## cabana
| imatge | Nom                      | Ubicat a  | instància de | Detalls                     | coordenades                                                          | Protecció                                  | Commons (més fotos) | Dades a WD                    |
| ------ | ------------------------ | --------- | ------------ | --------------------------- | -------------------------------------------------------------------- | ------------------------------------------ | ------------------- | ----------------------------- |
|        | cabana de Borja del Maño | l'Ampolla | cabana       | Estil: arquitectura popular | 40° 48′ 49″ N, 0° 42′ 18″ E / 40.813748°N,0.705089°E                 | bé integrant del patrimoni cultural català |                     | Modifica les dades a Wikidata |
|        | caseta dels Pescadors    | l'Ampolla | cabana       |                             | 40° 46′ 42″ N, 0° 43′ 03″ E / 40.7784062680406°N,0.717509366382492°E |                                            |                     | Modifica les dades a Wikidata |

## granja
| imatge | Nom          | Ubicat a  | instància de | Detalls | coordenades                                                          | Protecció | Commons (més fotos) | Dades a WD                    |
| ------ | ------------ | --------- | ------------ | ------- | -------------------------------------------------------------------- | --------- | ------------------- | ----------------------------- |
|        | Granja Bermo | l'Ampolla | granja       |         | 40° 46′ 10″ N, 0° 42′ 23″ E / 40.7694686104784°N,0.706500734598205°E |           |                     | Modifica les dades a Wikidata |
|        | Granja Brull | l'Ampolla | granja       |         | 40° 49′ 00″ N, 0° 39′ 35″ E / 40.816582436375°N,0.659658706480195°E  |           |                     | Modifica les dades a Wikidata |
|        | Granja David | l'Ampolla | granja       |         | 40° 46′ 13″ N, 0° 42′ 25″ E / 40.7702907386958°N,0.707076696919263°E |           |                     | Modifica les dades a Wikidata |

## masia
| imatge | Nom                  | Ubicat a  | instància de | Detalls | coordenades                                                                   | Protecció | Commons (més fotos) | Dades a WD                    |
| ------ | -------------------- | --------- | ------------ | ------- | ----------------------------------------------------------------------------- | --------- | ------------------- | ----------------------------- |
|        | Caseta del Menini    | l'Ampolla | masia        |         | 40° 46′ 12″ N, 0° 42′ 14″ E / 40.7700551776383°N,0.703838476688351°E          |           |                     | Modifica les dades a Wikidata |
|        | Finca Rosales        | l'Ampolla | masia        |         | 40° 49′ 44″ N, 0° 42′ 26″ E / 40.8287810873052°N,0.707315159692447°E          |           |                     | Modifica les dades a Wikidata |
|        | Mas Martí            | l'Ampolla | masia        |         | 40° 47′ 46″ N, 0° 41′ 26″ E / 40.7962344564564°N,0.690479213159915°E          |           |                     | Modifica les dades a Wikidata |
|        | Mas de Caragol       | l'Ampolla | masia        |         | 40° 47′ 59″ N, 0° 40′ 49″ E / 40.79959357479°N,0.68025987763952°E             |           |                     | Modifica les dades a Wikidata |
|        | Mas de Cartapàcio    | l'Ampolla | masia        |         | 40° 47′ 45″ N, 0° 41′ 31″ E / 40.7958133229566°N,0.691939815375641°E          |           |                     | Modifica les dades a Wikidata |
|        | Mas de Catxapó       | l'Ampolla | masia        |         | 40° 50′ 26″ N, 0° 42′ 30″ E / 40.84053056°N,0.70828056°E 91.4 msnm            |           |                     | Modifica les dades a Wikidata |
|        | Mas de Fornos        | l'Ampolla | masia        |         | 40° 49′ 50″ N, 0° 42′ 49″ E / 40.8305369114556°N,0.713634617227389°E          |           |                     | Modifica les dades a Wikidata |
|        | Mas de Gamundi       | l'Ampolla | masia        |         | 40° 48′ 58″ N, 0° 42′ 08″ E / 40.816246219921°N,0.7022059501978°E             |           |                     | Modifica les dades a Wikidata |
|        | Mas de Gas           | l'Ampolla | masia        |         | 40° 50′ 05″ N, 0° 41′ 24″ E / 40.8347318804872°N,0.690008792686693°E          |           |                     | Modifica les dades a Wikidata |
|        | Mas de Gasques       | l'Ampolla | masia        |         | 40° 49′ 40″ N, 0° 42′ 36″ E / 40.8278543406435°N,0.710086338030154°E          |           |                     | Modifica les dades a Wikidata |
|        | Mas de Mas           | l'Ampolla | masia        |         | 40° 46′ 35″ N, 0° 41′ 24″ E / 40.7762997623133°N,0.689973334212079°E          |           |                     | Modifica les dades a Wikidata |
|        | Mas de Mordasses     | l'Ampolla | masia        |         | 40° 47′ 39″ N, 0° 41′ 07″ E / 40.794288121201°N,0.68518547906017°E            |           |                     | Modifica les dades a Wikidata |
|        | Mas de Múria         | l'Ampolla | masia        |         | 40° 46′ 54″ N, 0° 42′ 32″ E / 40.7815928621298°N,0.708773463405259°E          |           |                     | Modifica les dades a Wikidata |
|        | Mas de Pessigo       | l'Ampolla | masia        |         | 40° 52′ 27″ N, 0° 41′ 09″ E / 40.8742991705982°N,0.685856559804598°E          |           |                     | Modifica les dades a Wikidata |
|        | Mas de Sarpa         | l'Ampolla | masia        |         | 40° 50′ 44″ N, 0° 41′ 36″ E / 40.845583333333°N,0.69336388888889°E 118.9 msnm |           |                     | Modifica les dades a Wikidata |
|        | Mas de Tonyí         | l'Ampolla | masia        |         | 40° 49′ 12″ N, 0° 43′ 42″ E / 40.8199743345853°N,0.728379833992492°E          |           |                     | Modifica les dades a Wikidata |
|        | Mas de Vilaro        | l'Ampolla | masia        |         | 40° 47′ 18″ N, 0° 41′ 08″ E / 40.788311°N,0.685489°E 8 msnm                   |           |                     | Modifica les dades a Wikidata |
|        | Mas de Xulbi         | l'Ampolla | masia        |         | 40° 47′ 27″ N, 0° 41′ 54″ E / 40.790948410763°N,0.69833815403521°E            |           |                     | Modifica les dades a Wikidata |
|        | Mas de l'Adela       | l'Ampolla | masia        |         | 40° 50′ 15″ N, 0° 43′ 10″ E / 40.837472487151°N,0.719539654473721°E           |           |                     | Modifica les dades a Wikidata |
|        | Mas del Noi          | l'Ampolla | masia        |         | 40° 49′ 29″ N, 0° 40′ 53″ E / 40.8247026792721°N,0.681285935635575°E          |           |                     | Modifica les dades a Wikidata |
|        | Mas del Paulo        | l'Ampolla | masia        |         | 40° 50′ 04″ N, 0° 42′ 55″ E / 40.83435833°N,0.715325°E 55.8 msnm              |           |                     | Modifica les dades a Wikidata |
|        | Mas del Pigat        | l'Ampolla | masia        |         | 40° 49′ 47″ N, 0° 41′ 41″ E / 40.82960603253°N,0.69462954840497°E             |           |                     | Modifica les dades a Wikidata |
|        | Mas del Riberenc     | l'Ampolla | masia        |         | 40° 49′ 21″ N, 0° 42′ 17″ E / 40.8225872906456°N,0.70476582909536°E           |           |                     | Modifica les dades a Wikidata |
|        | Masos dels Garidells | l'Ampolla | masia        |         | 40° 50′ 39″ N, 0° 42′ 09″ E / 40.844173420701°N,0.70242723920502°E            |           |                     | Modifica les dades a Wikidata |

## nucli de població
| imatge | Nom        | Ubicat a  | instància de                                           | Detalls | coordenades                                                                  | Protecció | Commons (més fotos) | Dades a WD                    |
| ------ | ---------- | --------- | ------------------------------------------------------ | ------- | ---------------------------------------------------------------------------- | --------- | ------------------- | ----------------------------- |
|        | Ampollamar | l'Ampolla | nucli de població                                      |         | 40° 48′ 10″ N, 0° 41′ 43″ E / 40.80279°N,0.69522°E                           |           |                     | Modifica les dades a Wikidata |
|        | Cap-roig   | l'Ampolla | nucli de població nucli d'entitat singular de població | 202 hab | 40° 49′ 26″ N, 0° 43′ 58″ E / 40.8238101093631°N,0.732885176619271°E 20 msnm |           |                     | Modifica les dades a Wikidata |
|        | el Roquer  | l'Ampolla | nucli de població nucli d'entitat singular de població | 64 hab  | 40° 47′ 07″ N, 0° 40′ 55″ E / 40.785215658253°N,0.68194555928629°E 8 msnm    |           |                     | Modifica les dades a Wikidata |
|        | los Pinets | l'Ampolla | nucli de població                                      |         | 40° 48′ 23″ N, 0° 42′ 18″ E / 40.806392090461°N,0.70491690795944°E           |           |                     | Modifica les dades a Wikidata |

## platja
| imatge | Nom                            | Ubicat a             | instància de                 | Detalls                 | coordenades                                                             | Protecció | Commons (més fotos)    | Dades a WD                    |
| ------ | ------------------------------ | -------------------- | ---------------------------- | ----------------------- | ----------------------------------------------------------------------- | --------- | ---------------------- | ----------------------------- |
|        | Cala Joaquina                  | l'Ampolla            | platja                       |                         | 40° 48′ 43″ N, 0° 42′ 47″ E / 40.81191049050051°N,0.7130215519049588°E  |           |                        | Modifica les dades a Wikidata |
|        | Cala Maria                     | l'Ampolla            | platja codolar               | Llarg: 60m Ample: 8m    | 40° 49′ 02″ N, 0° 43′ 30″ E / 40.81730000027°N,0.7249000002152°E        |           | Cala Maria (l'Ampolla) | Modifica les dades a Wikidata |
|        | platja de Perales              | l'Ampolla            | platja codolar               | Llarg: 100m Ample: 5m   | 40° 49′ 26″ N, 0° 44′ 07″ E / 40.823999999707°N,0.73539999973615°E      |           |                        | Modifica les dades a Wikidata |
|        | platja de l'Arenal             | l'Ampolla            | platja                       | Llarg: 1800m Ample: 14m | 40° 47′ 59″ N, 0° 42′ 00″ E / 40.799699999758°N,0.70000000040161°E      |           |                        | Modifica les dades a Wikidata |
|        | platja de l'Arquitecte         | l'Ampolla            | platja codolar               |                         | 40° 48′ 34″ N, 0° 42′ 22″ E / 40.80955640095528°N,0.706141932125218°E   |           |                        | Modifica les dades a Wikidata |
|        | platja de les Avellanes        | l'Ampolla            | platja                       |                         | 40° 48′ 45″ N, 0° 42′ 53″ E / 40.812586167182765°N,0.7146406944980229°E |           |                        | Modifica les dades a Wikidata |
|        | platja del Baconer             | l'Ampolla            | platja platja urbana codolar | Llarg: 170m Ample: 10m  | 40° 48′ 55″ N, 0° 43′ 16″ E / 40.8152000001°N,0.72109999990092°E        |           | Platja del Baconer     | Modifica les dades a Wikidata |
|        | platja del Barranc de Cap Roig | el Perelló l'Ampolla | platja                       |                         | 40° 49′ 27″ N, 0° 44′ 10″ E / 40.824134827008706°N,0.7362383396958343°E |           |                        | Modifica les dades a Wikidata |
|        | platja del Cap Roig            | l'Ampolla            | platja                       |                         | 40° 49′ 18″ N, 0° 43′ 57″ E / 40.82160291784818°N,0.732377651147287°E   |           |                        | Modifica les dades a Wikidata |
|        | platja del Goleró              | l'Ampolla            | platja                       |                         | 40° 47′ 03″ N, 0° 42′ 44″ E / 40.78403135417071°N,0.7122886036770081°E  |           |                        | Modifica les dades a Wikidata |
|        | platja dels Capellans          | l'Ampolla            | platja platja urbana codolar | Llarg: 95m Ample: 8m    | 40° 48′ 49″ N, 0° 43′ 03″ E / 40.813599999965°N,0.7176000000606°E       |           |                        | Modifica les dades a Wikidata |
|        | platja dels Pinets             | l'Ampolla            | platja platja urbana codolar | Llarg: 40m Ample: 12m   | 40° 48′ 30″ N, 0° 42′ 18″ E / 40.808325229910594°N,0.7051072383375672°E |           |                        | Modifica les dades a Wikidata |

## Misc
| imatge | Nom                                       | Ubicat a                                                                  | instància de                                   | Detalls                                    | coordenades                                                                                               | Protecció                                            | Commons (més fotos)             | Dades a WD                    |
| ------ | ----------------------------------------- | ------------------------------------------------------------------------- | ---------------------------------------------- | ------------------------------------------ | --- | ---------------------------------------------------- | ------------------------------- | ----------------------------- |
|        | Ampolla                                   | l'Ampolla                                                                 | vèrtex geodèsic                                |                                            | 40° 48′ 38″ N, 0° 42′ 26″ E / 40.810673°N,0.707124°E 42.771 msnm                                          |                                                      |                                 | Modifica les dades a Wikidata |
|        | Coeteres del Delta de l'Ebre              | l'Ampolla Camarles l'Aldea Amposta la Ràpita Sant Jaume d'Enveja Deltebre | edifici                                        | Estil: arquitectura popular 20th century   | 40° 34′ 22″ N, 0° 39′ 13″ E / 40.572897°N,0.6536°E                                                        | bé cultural d'interès nacional                       | Coeteres del Delta de l'Ebre    | Modifica les dades a Wikidata |
|        | Estació de l'Ampolla - Perelló - Deltebre | l'Ampolla                                                                 | estació de ferrocarril edifici                 |                                            | 40° 48′ 43″ N, 0° 42′ 30″ E / 40.812°N,0.7082777777777778°E                                               |                                                      |                                 | Modifica les dades a Wikidata |
|        | Parc natural del Delta de l'Ebre          | la Ràpita Amposta Sant Jaume d'Enveja Deltebre l'Ampolla                  | àrea protegida parc natural                    | 1983 1986 Superfície: 320 7625.35856km² ha | 40° 42′ 09″ N, 0° 48′ 32″ E / 40.7025°N,0.80888888888889°E delta de l'Ebre                                | Espai Ramsar                                         | Delta de l'Ebre Natural Park    | Modifica les dades a Wikidata |
|        | Port de l'Ampolla                         | l'Ampolla                                                                 | port pesquer port esportiu                     |                                            | 40° 48′ 41″ N, 0° 42′ 42″ E / 40.81132149770399°N,0.7115405332108578°E                                    |                                                      | Port of L'Ampolla               | Modifica les dades a Wikidata |
|        | Punta del Fangar                          | l'Ampolla                                                                 | cap                                            |                                            | 40° 46′ 52″ N, 0° 46′ 34″ E / 40.781°N,0.776°E                                                            |                                                      | Punta del Fangar                | Modifica les dades a Wikidata |
|        | Sant Joan Baptista de l'Ampolla           | l'Ampolla                                                                 | església                                       |                                            | 40° 48′ 46″ N, 0° 42′ 34″ E / 40.812761°N,0.709428°E ca:Carrer Estels, 2                                  |                                                      | Sant Joan Baptista de l'Ampolla | Modifica les dades a Wikidata |
|        | barranc de Camarles                       | Tortosa el Perelló l'Ampolla Camarles                                     | curs d'aigua                                   |                                            | 40° 50′ 09″ N, 0° 38′ 10″ E / 40.8357°N,0.636206°E                                                        |                                                      |                                 | Modifica les dades a Wikidata |
|        | canal nou de Camarles                     | Baix Ebre l'Aldea Camarles l'Ampolla                                      | canal                                          |                                            | 40° 43′ 02″ N, 0° 35′ 18″ E / 40.717312°N,0.588208°E 40° 48′ 00″ N, 0° 41′ 54″ E / 40.800065°N,0.698349°E |                                                      |                                 | Modifica les dades a Wikidata |
|        | casa consistorial de L'Ampolla            | l'Ampolla                                                                 | casa consistorial                              |                                            | 40° 48′ 52″ N, 0° 42′ 52″ E / 40.8143714°N,0.7145085°E                                                    |                                                      |                                 | Modifica les dades a Wikidata |
|        | golf de Sant Jordi                        | l'Ampolla                                                                 | golf                                           |                                            | 40° 48′ 08″ N, 0° 43′ 10″ E / 40.80222222°N,0.71944444°E                                                  |                                                      | Gulf of Sant Jordi              | Modifica les dades a Wikidata |
|        | l'Ampolla                                 | l'Ampolla                                                                 | entitat singular de població capital municipal | 3692 hab                                   | 40° 48′ 44″ N, 0° 42′ 36″ E / 40.81235°N,0.71008°E 10 msnm                                                |                                                      |                                 | Modifica les dades a Wikidata |
|        | les Olles                                 | l'Ampolla                                                                 | zona humida llac                               | Superfície: 114.94ha                       | 40° 47′ 14″ N, 0° 42′ 20″ E / 40.787269°N,0.70554°E                                                       |                                                      | Bassa de les Olles              | Modifica les dades a Wikidata |
|        | torre de Cap-roig                         | l'Ampolla                                                                 | torre de defensa                               |                                            | 40° 49′ 08″ N, 0° 43′ 56″ E / 40.819°N,0.732242°E ca:Punta de Pinyana 13 msnm                             | bé d'interès cultural bé cultural d'interès nacional |                                 | Modifica les dades a Wikidata |